# W (lettre)
Pour les articles homonymes, voir W.
Cette page contient des caractères spéciaux ou non latins. S’ils s’affichent mal (▯, ?, etc.), consultez la page d’aide Unicode.
W est la 23e lettre et la 18e consonne de l’alphabet latin moderne.

## Histoire

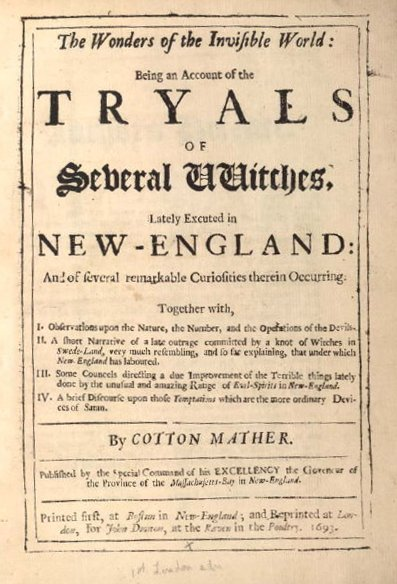
Titre avec deux U pour représenter un W : Several UUitches (1693).

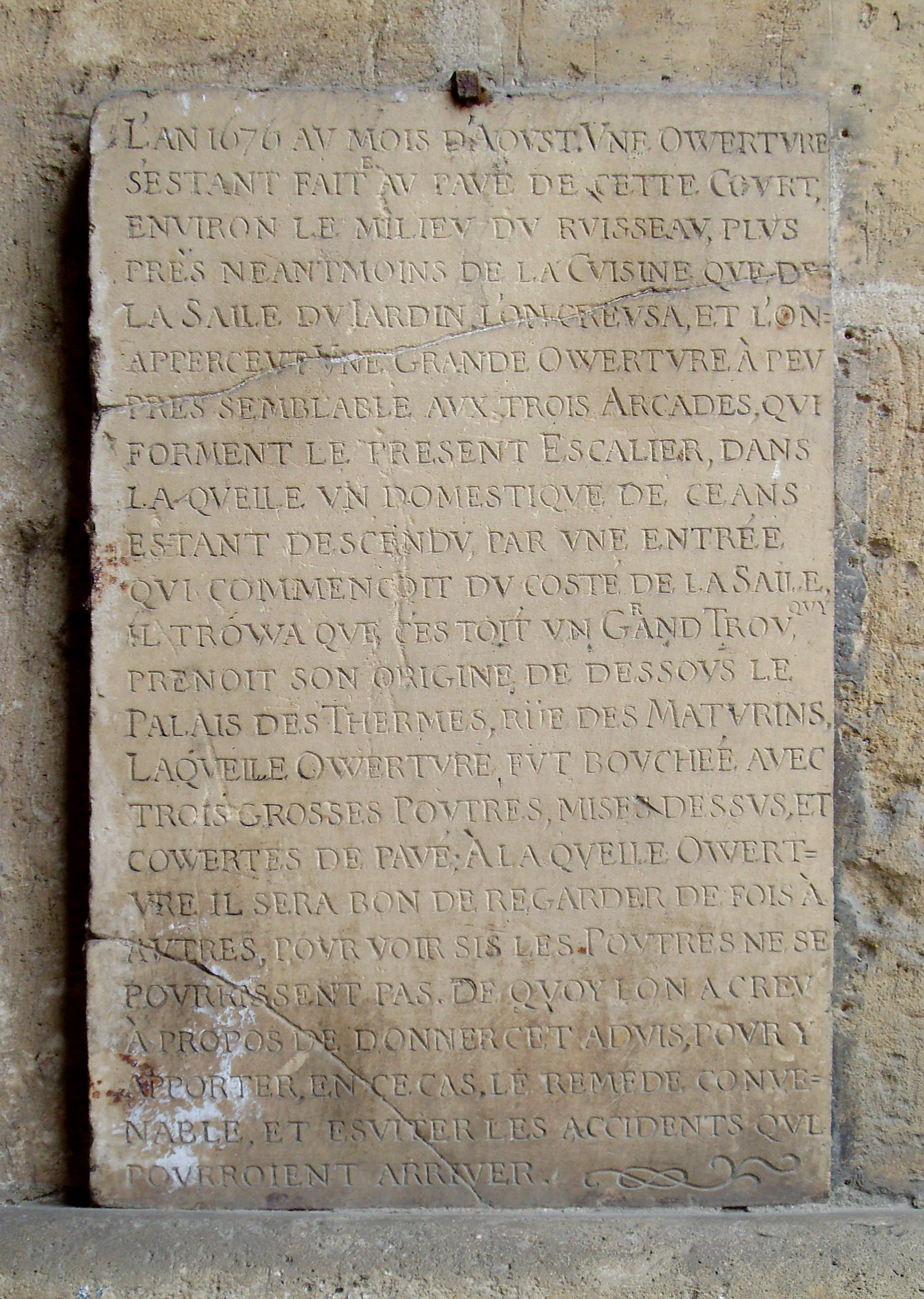
Plaque de l'Hôtel de Cluny avec un W pour représenter un UV : OWERTVRE, TROWA, COWERTES.

|                   |             |                      |            |         |           |         |         |
| Proto-sémitique W | Phénicien W | Grec Upsilon Ypsilon | Étrusque V | Latin U | Latin V/U | Latin W | Latin Y |

### Bas Empire
Avant la ligature, on a eu d'abord le redoublement du u (ou v), utilisé durant le Bas Empire, et ce, donc, à la fin de l'Antiquité et dans le midi de l'Europe, et non pas d'abord au Moyen Âge et en territoire germanique. Des écrivains ou scripteurs latins employèrent alors ce redoublement quand ils voulurent indiquer que la lettre v en position consonantique devait encore se prononcer à l'ancienne manière, celle du latin classique, c'est-à-dire [w] (comme un w anglais actuel, ou comme ‹ ou › dans le français ouest) ; alors que pourtant, un changement phonétique avait conduit à substituer à ce phonème le son de la labiale [b], lequel son devait aboutir lui-même plus tard à la labio-dentale [v] (en français ou italien par exemple).
Ce v redoublé fut employé pour écrire en tout cas certains noms de lieux géographiques de l'Empire romain, à propos desquels le changement susdit ne s'était pas produit. Le nom géographique « Seuo », toujours prononcé « Sewo » à la fin de l’Empire, fut orthographié « Seuuo »,.

### Moyen Âge
Au Moyen Âge, la réunion de deux V (d'où le nom en français, double v) ou de deux U (en anglais : double u) devient systématique. Chilpéric ajoute à l'alphabet quatre caractères de son invention, parmi lesquels un affecté à la prononciation qu’on a depuis rendue par le double v. Les noms propres d'origine germanique devaient ainsi recevoir, dans les textes écrits en latin, une graphie exacte et fixe, pour rendre le son [w]. Dans la tapisserie de Bayeux fabriquée au XIe siècle, dont le texte est rédigé en latin, le W- croisé alterne librement avec VV-, par exemple on brode indifféremment WILLELM ou VVILLELM (ou parfois VVILGELM) pour indiquer que c'est bien Guillaume le Conquérant qui est représenté dans la scène.
Le v latin initial originellement prononcé comme une semi-consonne s'est consonantisé en [v] en latin vulgaire, alors que les migrations germaniques ont réintroduit le phonème /w/ [w], noté W en gallo-roman. Ainsi, même des noms communs d'origine latine tel que VASTARE « rendre désert, dépeupler; ravager, dévaster, ruiner » se sont hybridés en gallo-roman, d'où *WASTARE > gâter en français moderne, sous l'influence du germanique *wōsti « désert », *wōstjan « rendre désert, ruiner », comparable au vieux haut allemand wuostan, allemand verwüsten « dévaster, ravager, ruiner », Wüste « désert »; voir aussi guêpe, gui, goupil, etc. [w] est d'abord passé à [gw], puis à [g] noté g ou gu en français central, alors que l'italien par exemple, conserve le [v] commun à la plupart des autres langues romanes : vastare, vespa, visco, volpe, etc. dans les mots d’origine latine. En outre, les dialectes les plus septentrionaux de la langue d'oïl ont conservé le w [w] : wallon, picard, normand septentrional (groupe du nord ouest : dialectes septentrionaux) et champenois, bas lorrain, bourguignon (groupe du nord est : dialectes orientaux).
Cependant, le graphe w ne tient pas toujours compte de l'évolution phonétique, ainsi par exemple w se prononçait [w] en allemand comme en anglais avant de se consonantiser en [v] en allemand vers le XIIIe siècle et ce, contrairement à l'anglais : vieux haut allemand wint [wint] > allemand moderne Wind [vint] « vent ». C'est la même chose en normand septentrional où [w] est passé à [v] dans le courant du XIIe siècle, tout en continuant d'être écrit w- dans certains cas jusqu’au XIIIe siècle, c'est pourquoi la prononciation retenue pour mentionner l'écrivain Wace qui vivait au XIIe siècle est « vace » [vas]. Les emprunts de l'anglais à l'anglo-normand conserve cette graphie w et ce son [w] : waste (gâter), wait (A. F. guaiter > guetter), walop / galop, warrant / garant, war (guerre), wicket (< ancien normand wiket > normand viquet / français guichet), etc.

### Usage en français moderne
La lettre W est la dernière lettre conventionnellement entrée dans l'alphabet français. Le Grand Robert la reconnaît comme 23e lettre de l'alphabet en 1964, tandis que le Petit Larousse l'avait intégrée depuis 1948, mais elle est bien dans l'alphabet français selon le Larousse pour tous en 2 volumes édité en 1907-1910 . Cependant, W n'est jamais complètement sortie de l'usage pour retranscrire des noms communs étrangers ou dialectaux, ainsi que des noms propres. En 1751, l’Encyclopédie de Diderot et D’Alembert utilise le W mais indique à l’entrée « W » que « cette lettre n’est pas proprement de l’alphabet françois. C’est la nécessité de conformer notre écriture à celle des étrangers, qui en a donné l’usage. » ; de la même façon, le Dictionnaire de Trévoux en 1771 indique « Cette lettre n’est pas proprement une lettre Française. C’est une lettre des peuples du Nord. Cependant nous l'admettons pour plusieurs noms propres. ».
Effectivement, et contrairement à ce qu'affirment Diderot et D’Alembert, le W- ou -w- a toujours été utilisé dans les noms propres du Nord de la France et de la Belgique francophone, c'est-à-dire dans l'anthroponymie (surtout des patronymes aujourd'hui) et dans la toponymie. Ainsi le normand septentrional, le picard, le wallon (comme son nom l'indique), le bas-lorrain, le champenois et le bourguignon n'ont jamais abandonné l'usage de cette lettre dans l'onomastique régionale, c'est pourquoi on trouve des noms de famille fréquents tels Watteau, Wace, Wautier, Waquet, Wartel, Warin, Willaume, etc. ou des toponymes comme Lawarde-Mauger, Wanchy-Capval, Wignicourt, Longwy, etc. Il ne s'agit pas d'une graphie arbitraire, mais le reflet de la phonétique régionale, à savoir la conservation du [w], passé plus tardivement à [v] dans certains cas (au XIIe siècle en normand par exemple), alors que dans les autres dialectes d'oïl (« francien », occidentaux, centraux, méridionaux), le w- [w] initial ancien du gallo-roman est passé précocement à [gʷ], d'où le graphe gu- encore au Moyen Âge (d'où par exemple l’anglais guard), avant de se simplifier en [g], noté g- ou gu- selon les cas. Les noms propres issus des dialectes d’oïl occidentaux, centraux et méridionaux présentent donc des formes en G(u)-, correspondant souvent à celles en W- ci-dessus : Gautier, Garin, Guillaume, Lagarde, etc. Il existe cependant quelques rares exemples de l'usage de la lettre W dans les noms propres en dehors de l'aire de diffusion des dialectes d’oïl septentrionaux et orientaux, comme dans Wissous (Vizoor au XIe siècle, Vizeorium et Viceor au XIIe), mais il s'agit dans ce cas de graphie abusive, le W- initial n'apparaissant qu'au XVIIe siècle.
Une relative incertitude règne aussi en français contemporain dans la prononciation des emprunts de termes commençant par la lettre w-, notamment de l'anglais, par exemple week-end [w] et wagon [v]. Il en est de même pour les noms propres commençant par W- caractéristiques des patronymes et toponymes flamands, picards, champenois et bas lorrains, où l’on note une certaine confusion, parfois dans une même commune on entend deux, voire trois, prononciations différentes du w, c'est ainsi que pour la ville de Wissant (Pas-de-Calais) l'on entend aussi bien les prononciations [ɥisɑ̃] (« huissant ») que [wisɑ̃] (« ouissant ») et [visɑ̃] (« vissant »). Le ch'ti et le wallon retiennent généralement la prononciation [w] de w, d'où wagon prononcé [waɡɔ̃].

### Usage dans d'autres langues
Un W barré, ₩ (U+20A9), est le symbole monétaire du won, monnaie de Corée.

#### Langues romanes
Le W est inutilisé en Espagne, en Roumanie, ainsi que dans les pays hispanophones et lusophones en dehors des emprunts. En Italie, la lettre est parfois utilisée en tant qu'abréviation de Viva! (vive) comme la ligature des deux v du mot dans des slogans, sur des banderoles ou des tags.

## Tracé
Il existe principalement deux tracés pour cette lettre : croisé ou non. La version croisée correspond à deux V superposés l’un sur l’autre.
- La police Linux Libertine possède les deux tracés (le tracé croisé est codé dans la zone à usage privée (1re partie) à l’emplacement U+E02F)[20].
- Les capitales des polices Garamond et Sabon possèdent généralement le tracé croisé.

De façon, plus rare, on trouve parfois un W en forme de « trident » avec une seule hampe de jonction, notamment dans les polices Bauhaus ou OCR-A. On retrouve cette forme dans les minuscules des polices Garamond en italique.

W croisé (Linux Libertine).
W non croisé.
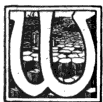
Lettrine W « trident ».

## Alphabet phonétique international
La lettre w est le symbole pour la consonne spirante labio-vélaire voisée.
La forme en exposant du w ‹ ʷ › est utilisée comme symbole phonétique de l’alphabet phonétique international pour la labiovélarisation mais aussi comme lettre dans l’écriture de plusieurs langues.

## Codage

### Informatique
| Lettre                   | W                        | W                        | w                         | w                         |
| ------------------------ | ------------------------ | ------------------------ | ------------------------- | ------------------------- |
| Nom Unicode              | Lettre capitale latine W | Lettre capitale latine W | Lettre minuscule latine W | Lettre minuscule latine W |
| Encodage                 | décimal                  | hexadécimal              | décimal                   | hexadécimal               |
| ASCII, ISO 8859, Unicode | 87                       | 57                       | 119                       | 77                        |
| EBCDIC                   | 230                      | E6                       | 166                       | A6                        |

### Radio
- Épellation alphabet radio
  - international : Whiskey
  - allemand : Wilhelm
- En alphabet morse, la lettre W vaut « ·-- »

### Autres
| Signalisation | Signalisation | Langue des signes | Langue des signes | Écriture Braille |
| Pavillon      | Sémaphore     | française         | québécoise        | Écriture Braille |
| ------------- | ------------- | ----------------- | ----------------- | ---------------- |
|               |               |                   |                   |                  |